# Andal Ampatuan sr.
Andal S. Ampatuan sr. (1941 – Quezon City,  17 juli 2015) was een Filipijns politicus. Ampatuan sr. was van 2001 tot 2009 gouverneur van de provincie Maguindanao.

## Biografie
Van 1984 tot 1986 was Ampatuan sr. viceburgemeester van Maganoy (het huidige Shariff Aguak). Na de val van president Ferdinand Marcos werd hij door de regering van de nieuwe president Corazon Aquino benoemd tot (waarnemend) burgemeester van die plaats. Aansluitend won hij er drie maal achteen de burgemeestersverkiezingen. Na zijn derde en laatste termijn deed hij noodgedwongen een stapje terug en was hij weer drie jaar lang viceburgemeester, waarna hij bij de verkiezingen van 2001 werd gekozen als gouverneur van Maguindanao. In 2009 nam Ampatuan sr. ontslag als gouverneur na een uitspraak van het Filipijns hooggerechtshof, die de oprichting van de nieuwe provincie Shariff Kabunsuan als afsplitsing van Maguindanao, ongedaan had gemaakt.
Ampatuan sr. was door zijn bondgenootschap met president Gloria Macapagal-Arroyo en zijn goede band met het Filipijnse leger een van de vijanden van leden van de islamitische afscheidingsbeweging Moro Islamic Liberation Front. Ampatuan sr. overleefde tijdens zijn ambtstermijn als gouverneur diverse aanslagen op zijn leven. Maar ook na zijn ontslag als gouverneur was hij nog doelwit van een bomaanslag in zijn woonplaats Shariff Aguak. Op 15 mei 2009 ontploften drie explosieven op het moment dat het konvooi van de ex-gouverneur voorbij reed. Amputuan bleef ongedeerd. Een van zijn lijfwachten kwam bij deze aanslag om het leven en drie anderen raakten gewond.
Ampatuan sr. was een van de hoofdverdachten van het bloedbad op 23 november 2009 in Maguindanao waarbij 58 mensen om het leven kwamen. Deze mensen waren in konvooi naar een bureau van de kiescommissie COMELEC om Esmael Mangudadatu te registreren als kandidaat voor het gouverneurschap van Maguindanao voor de verkiezingen van 2010. Onder de doden waren enkele familieleden, waaronder de vrouw en twee zussen van Mangudadau, aanhangers en journalisten. Ampatuan sr. werd net als zijn zoon Andal Ampatuan jr. gearresteerd en aangeklaagd. Hij overleed voor de uitspraak in de zaak in 2015 op 74-jarige leeftijd in het National Kidney and Transplant Institute, waar hij twee maanden eerder was opgenomen wegens leverkanker.

## Bron
- (en)  Cory gave Ampatuan patriarch his break - After Edsa 1, Andal was appointed OIC mayor, Newsbreak (26 november 2009)
- (en)  Andal Ampatuan Sr. is dead, The Philippine Daily Inquirer (17 juli 2015)